# Deielia phaon
Deielia phaon är en trollsländeart som först beskrevs av Selys 1883.  Deielia phaon ingår i släktet Deielia och familjen segeltrollsländor. IUCN kategoriserar arten globalt som livskraftig. Inga underarter finns listade i Catalogue of Life.